# Historia de los judíos en Arabia Saudita

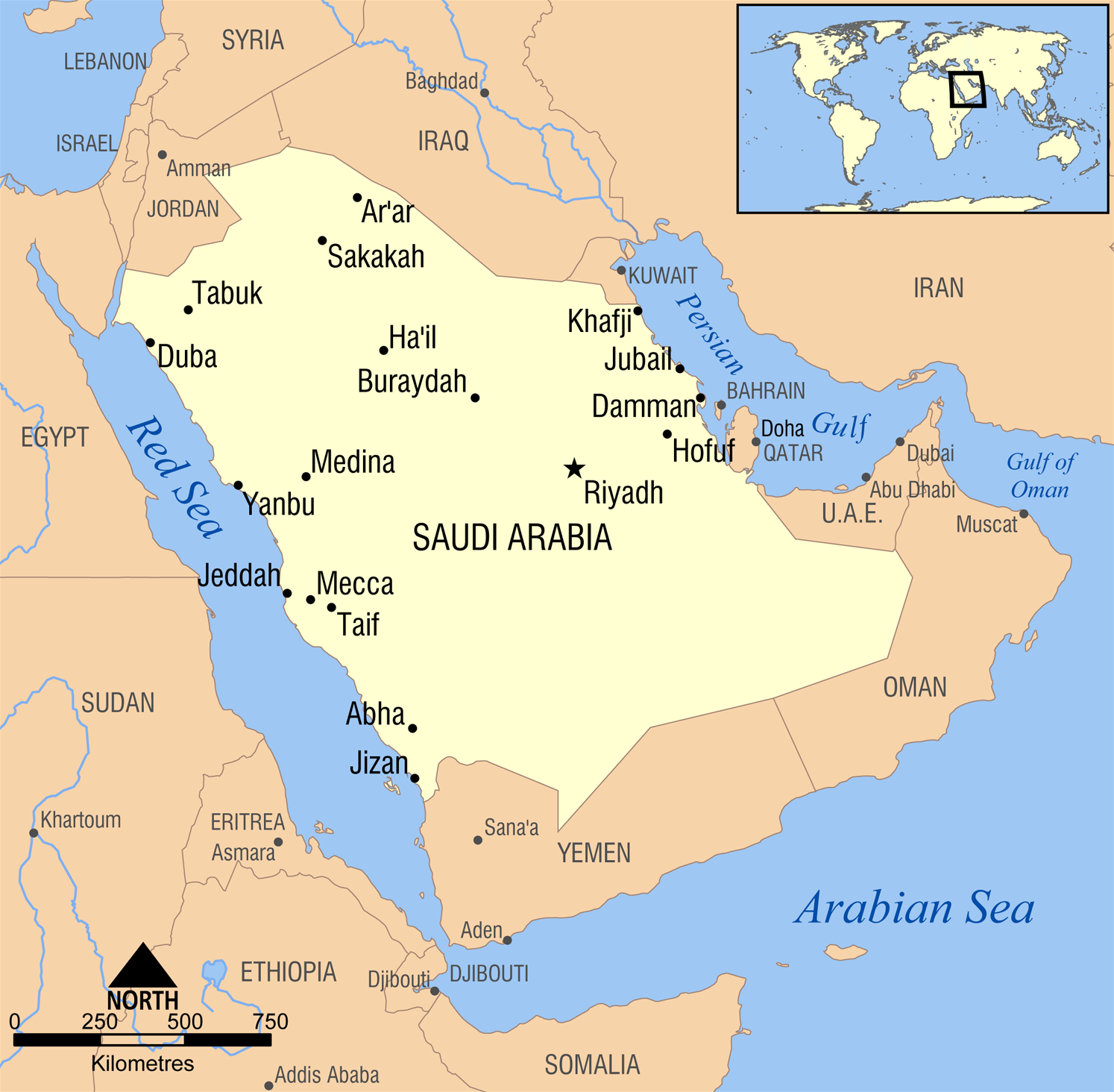
Mapa del territorio y el área cubierta por Arabia Saudita en la actualidad.

La historia de los judíos en Arabia Saudita hace referencia a la historia judía en las áreas que ahora están en el territorio de Arabia Saudita. La historia se remonta a tiempos bíblicos.

## Historia temprana
La primera mención de judíos en el territorio de lo que actualmente es Arabia Saudita se remonta, según algunos relatos, al tiempo del Primer Templo. La inmigración a la Península arábiga comenzó, de forma masiva, en el siglo II; y por los siglos VI y VII había una población judía considerable en Hiyaz, mayoritariamente en Medina y sus alrededores, en parte debido a la adopción del judaísmo por dirigentes como Dhu Nuwas, que era muy agresivo para convertir a sus súbditos al judaísmo, y quién persiguió a los cristianos en su reino como reacción a la persecución de judíos por los cristianos locales; y Abu Karib Asad.
Según Al-Masudi, la parte norte de Hiyaz era una dependencia del Reino de Judá, y según Butrus al-Bustani, los judíos en Hiyaz establecieron un estado soberano. El orientalista alemán Ferdinand Wüstenfeld creía que los judíos establecieron un estado en el norte de Hiyaz.

## Tribus de Medina

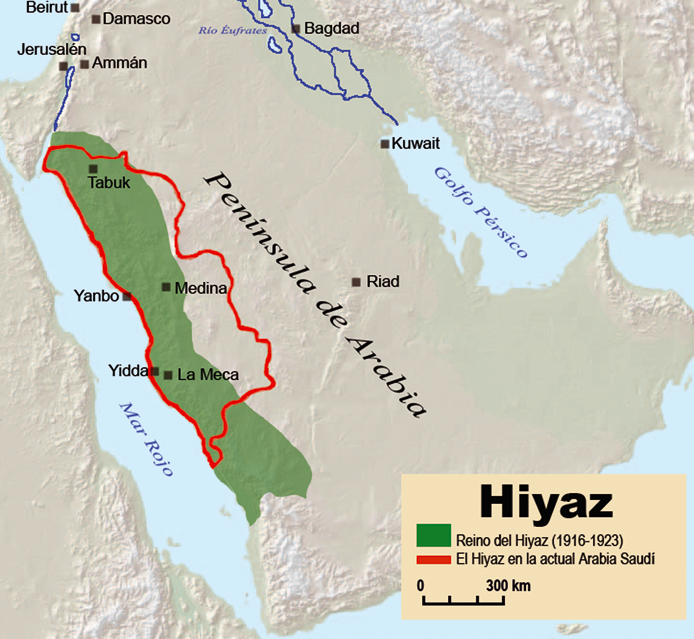
Mapa que muestra la región de Hiyaz delineada en rojo.

Había tres principales tribus judías en Medina antes del surgimiento del Islam en Arabia: los Banu Nadir, los Banu Qainuqa y los Banu Qurayza. Los Banu Nadir eran particularmente hostiles a la nueva religión de Mahoma. Las otras tribus judías vivieron relativamente en paz bajo dominio musulmán.

### Otras tribus judías árabes
- Banu Alfageer
- Banu Awf
- Banu Aws
- Banu Harith o Bnei Chorath
- Banu Jusham
- Banu Quda'a|Banu Quda'Un
- Banu Sa'ida
- Banu Shutayba
- Banu Ghifar

## El viaje de Benjamín de Tudela

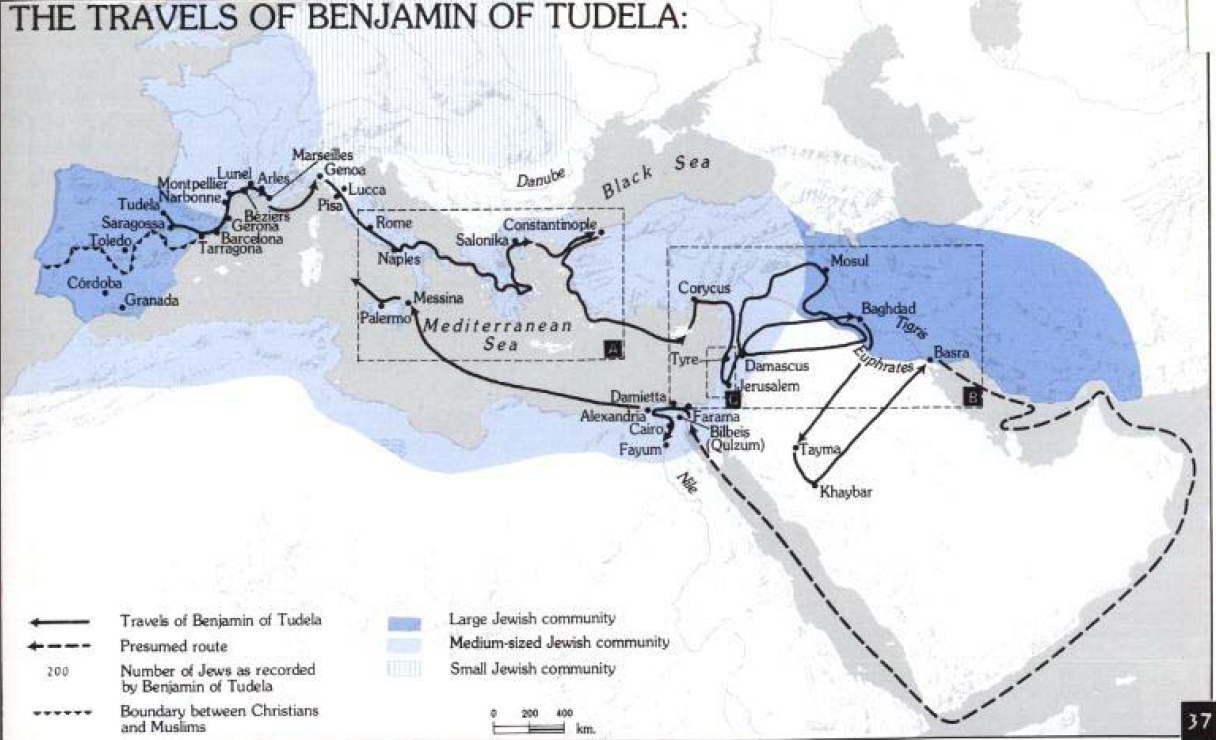
Mapa de la ruta.

Un viaje histórico para visitar las comunidades judías distantes fue emprendido por el rabino Benjamín de Tudela, de 1165 a 1173, cruzando y documentando algunas de las áreas que actualmente están en el área geográfica de Arabia Saudita. Un mapa de sus viajes en lo que hoy es Arabia Saudita muestra que se detuvo en Taima y Jáibar, dos sitios que se sabe que históricamente tuvieron una significativa presencia judía. La Batalla de Jáibar fue luchada por Mahoma y sus seguidores contra la comunidad judía de Jáibar en 629. El viaje de Tudela comenzó como una peregrinación a Tierra Santa. Tudela podría haber deseado establecerse en Tierra Santa, pero la razón de sus viajes es controvertida. Ha sido sugerido que Tudela podría haber tenido un motivo comercial además de un motivo religioso; por otro lado, podría haber intentado documentar las comunidades judías en la ruta a Tierra Santa con objeto de proporcionar una guía de dónde se podría encontrar hospitalidad para los judíos viajando a Tierra Santa. Tudela tomó un camino largo e hizo paradas frecuentemente, conociendo personas, visitando sitios, describiendo oficios y dando un cálculo demográfico de judíos en cada ciudad y país.
Una de las ciudades de las que se sabe que Benjamín de Tudela informó que tenía una comunidad judía fue "El Katif", localizada en el área de la actual ciudad de Hofuf en la parte norte de la península arábiga. Al-Hofuf (también Hofuf o Al-Hufuf) (en árabe: الهفوف‎) es el principal centro urbano en el enorme oasis de Al-Hasa en la Provincia Oriental de Arabia Saudita.

## Comunidad de Najrán
Hubo una pequeña comunidad judía, mayoritariamente miembros de la tribu Bnei Chorath, viviendo en una ciudad fronteriza de 1934 a 1950. La ciudad yemení de Najrán fue conquistada por fuerzas sauditas en 1934, absorbiendo su comunidad judía que estaba ahí asentada desde tiempos preislámicos. Al aumentar la persecución, los judíos de Najrán hicieron planes para evacuar. El gobernador local de entonces, Amir Turki ben Mahdi, concedió a los 600 judíos de Najrán un solo día en el que podrían evacuar; de lo contrario, nunca podrían volver a salir. Los soldados saudíes los acompañaron a la frontera yemení. Estos judíos llegaron a Saada, y unos 200 continuaron al sur hacia Adén, entre septiembre y octubre de 1949. El rey saudí Abdulaziz ordenó que regresaran, pero el monarca yemení, Ahmad ibn Yahya, se opuso, porque estos refugiados eran judíos yemeníes. Después de establecerse en el Campamento Hashid (también llamado Mahane Geula), fueron transportados por aire a Israel como parte de la Operación Alfombra Mágica.
Según la tradición popular judía yemení, los judíos de Najrán tienen su origen en las Diez Tribus.

## Época moderna
Prácticamente no hubo actividad judía en Arabia Saudita hasta principios del siglo XXI. Los servicios religiosos judíos (así como los cristianos y otros no musulmanes) están prohibidos en suelo saudí. Cuando personal militar estadounidense fue desplegado en Arabia Saudita durante la guerra del Golfo, se concedió permiso para pequeños servicios religiosos cristianos, pero los servicios judíos eran permitidos sólo a bordo de naves estadounidenses. La información del censo no identifica ningún judío residiendo en territorio saudita.
A las personas con un sello del gobierno israelí en su pasaporte o que son abiertamente judíos generalmente no se les permite ingresar al Reino de Arabia Saudita. En la década de 1970, los extranjeros deseando trabajar en el reino tenían que firmar un acta notarial declarando que no eran judíos y los formularios oficiales para conceder permiso a extranjeros de entrar o salir del país, preguntan la afiliación religiosa.
Durante la primera Guerra de Golfo, al personal militar estadounidense judío se le permitió la entrada al reino, pero los servicios religiosos tuvieron que realizarse discretamente en la base y se crearon chapas de identificación alternativas de "Protestante B", por si ocurría que un judío fuera hecho prisionero en Irak.
A finales de diciembre de 2014, el diario Al-Watan informó que el sitio web del Ministerio de Trabajo saudita permite a trabajadores extranjeros la práctica de diversas fes, incluyendo el judaísmo, así como vivir y trabajar en Arabia Saudita. Una fuente dentro del ministerio mencionó que, en efecto, a los israelíes no les está permitido entrar a Arabia Saudita, pero a los judíos de otras nacionalidades no se les aplicará la prohibición de entrada. En la práctica, cristianos y judíos pueden llevar a cabo servicios religiosos, con la limitación de realizarse solamente en privado y no pueden invitar a musulmanes.

### Historia y viajes de Benjamín de Tudela
- Benjamín de Tudela. El Itinerario de Benjamín de Tudela: Viajes en la Edad Media. Pangloss Prenss, 1993. ISBN 0-934710-07-4
- El Itinerario de Benjamín de Tudela. trad. Marcus Nathan Adler. 1907: incluye mapa de ruta (p. 2) y comentario.
- Shatzmiller, Joseph. "Judíos, Peregrinaje, y el Culto cristiano de Santos: Benjamín de Tudela y Su Contemporáneos." Después de la caída de Roma: Narradores y Fuentes de la Historia Medieval Temprana. Universidad de Prensa de Toronto: Toronto, 1998.
- Biblioteca Virtual judía: Benjamin de Tudela.

- Datos: Q1295115